# 行政学者
行政学者（ぎょうせいがくしゃ）は、行政及び行政学の研究者である。
科目としての行政学は、政治学のみならず、財政学、経営学、行政法などとも近接性がある。そのため、一口に行政学者と言っても行政研究へのアプローチ方法は様々である。ただし、日本では特に法学部政治学系の講座として開講することが多いことからもわかるように、政治学の一分野と捉えられることが多く、ほとんどの研究者が政治学的アプローチをとる。

## 日本の行政学者一覧

### あ行
- 縣公一郎 - 早稲田大学政治経済学術院教授
- 秋月謙吾 - 京都大学大学院法学研究科教授
- 天川晃 - 横浜国立大学名誉教授
- 荒木昭次郎 - 熊本県立大学名誉教授,東海大学名誉教授
- 出雲明子 - 明治大学公共政策大学院ガバナンス研究科教授
- 伊関友伸 - 城西大学経営学部准教授
- 礒崎初仁 - 中央大学法学部教授
- 市川喜崇 - 同志社大学法学部准教授
- 伊藤正次 - 東京都立大学都市教養学部准教授
- 稲継裕昭 - 早稲田大学政治経済学術院教授
- 今村都南雄 - 中央大学法学部名誉教授
- 上崎哉 - 近畿大学法学部准教授
- 牛山久仁彦 - 明治大学政治経済学部准教授
- 宇野二朗 - 札幌大学法学部准教授
- 後房雄 - 愛知大学地域政策学部教授,名古屋大学名誉教授
- 大杉覚 - 東京都立大学都市教養学部教授
- 大森彌 - 東京大学名誉教授
- 大山耕輔 - 慶應義塾大学法学部教授

### か行
- 片岡寛光 - 早稲田大学名誉教授
- 金井利之 - 東京大学大学院法学政治学研究科教授
- 河中二講 - 成蹊大学名誉教授
- 神原勝 - 北海道大学名誉教授、北海学園大学法学部教授
- 菊地端夫 - 明治大学経営学部教授
- 北大路信郷 - 明治大学大学院ガバナンス研究科教授
- 久邇良子 - 東京学芸大学教育学部教授
- 久保木匡介 - 長野大学環境ツーリズム学部教授
- 小林弘和 - 専修大学法学部教授

### さ行
- 坂本治也 - 関西大学法学部准教授
- 佐々木信夫 - 中央大学経済学部教授
- 佐藤克廣 - 北海学園大学法学部教授
- 佐藤徹 - 高崎経済大学地域政策学部教授
- 嶋田暁文 - 九州大学大学院法学研究院教授
- 城山英明 - 東京大学大学院法学政治学研究科教授
- 新藤宗幸 - 千葉大学名誉教授
- 曽我謙悟 - 京都大学大学院法学研究科教授

### た行
- 高安健将 - 成蹊大学法学部教授
- 田辺国昭 - 東京大学大学院法学政治学研究科教授
- 田村秀 - 新潟大学大学院実務法学研究科教授
- 津軽石昭彦 - 関東学院大学法学部教授
- 辻清明 - 東京大学名誉教授
- 辻琢也 - 一橋大学大学院法学研究科教授

### な行
- 中沼丈晃 - 摂南大学法学部准教授
- 中邨章 - 明治大学名誉教授
- 西尾隆 - 国際基督教大学教養学部教授
- 西尾勝 - 東京大学名誉教授、公益財団法人後藤・安田記念東京都市研究所理事長
- 西岡晋 - 金沢大学法学部准教授
- 西村美香 - 成蹊大学法学部教授
- 西村弥 - 明治大学政治経済学部教授

### は行
- 原田久 - 立教大学法学部教授
- 廣瀬克哉 - 法政大学法学部教授
- 福田耕治 - 早稲田大学政治経済学術院教授
- 藤井浩司 - 早稲田大学政治経済学術院教授
- 古川俊一 - 元筑波大学教授

### ま行
- 牧原出 - 東京大学先端科学技術研究センター教授
- 増島俊之 - 元中央大学教授、元総務庁事務次官
- 松下圭一 - 法政大学名誉教授
- 真渕勝 - 京都大学大学院法学研究科教授
- 真山達志 - 同志社大学政策学部教授
- 三浦まり - 上智大学法学部教授
- 武藤博己 - 法政大学法学部教授
- 宗像優 - 九州産業大学経済学部准教授
- 村松岐夫 - 京都大学名誉教授
- 森啓 - 元北海学園大学法学部教授
- 森田朗 - 学習院大学法学部教授

### や行
- 山口二郎 - 法政大学法学部教授、北海道大学名誉教授
- 山口道昭 -立正大学法学部教授
- 寄本勝美 - 元早稲田大学教授
- 山崎幹根 - 北海道大学公共政策大学院教授

### ら行
- 笠京子 - 元明治大学大学院ガバナンス研究科教授